# Réserve des primates de Kisimba-Ikobo
La réserve des primates de Kisimba-Ikobo (RPKI) est une aire protégée de la république démocratique du Congo. Elle est située dans le centre du Nord-Kivu, au sud de la réserve des gorilles de Tayna, sur une surface totale de 1 370 km2. Elle est gérée par la Réserve communautaire des primates de Bakambule (ReCoPriBa).